# ČD 814 Regionova
ČD 814, ook wel Regionova genoemd, is een type dieseltreinstellen van České dráhy (Tsjechische spoorwegen). Ze worden ingezet op regionale spoorlijnen.
De treinen zijn er in zowel twee- als driedelige uitvoering en zijn gemoderniseerde uitvoeringen van ČD 810-treinstellen.

## Železnice Desná

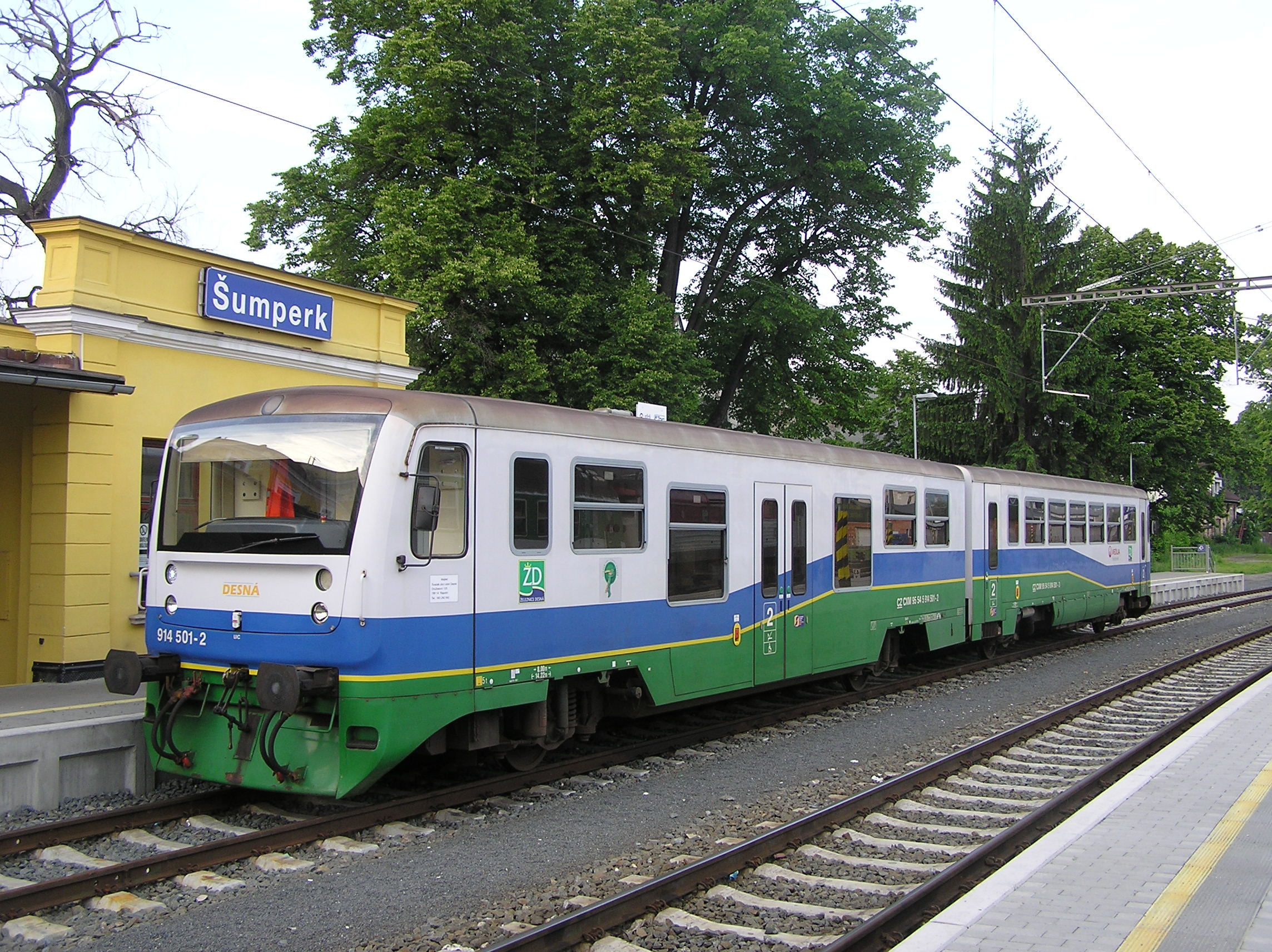
814 501/914 501 op station Šumperk

Eén treinstel, nummer 814 501-3/914 501-2, is in gebruik bij de regionale vervoerder Železnice Desná.